# Paul McGuigan (músico)
Paul McGuigan (Mánchester, 9 de mayo de 1971), más conocido por su apodo, Guigsy, es un músico y DJ inglés que se dio a conocer como el primer bajista y fundador de Oasis. Su carrera con la banda abarcó desde 1991 hasta 1999.

## Comienzos con The Rain y Oasis
A fines de la década de 1980, Guigsy creó una banda con sus amigos: Paul "Bonehead" Arthurs (en guitarra), Tony McCarroll (batería) y Chris Hutton (cantante principal). Cuando Hutton se retiró del grupo, Guigsy invitó a un amigo de su escuela, Liam Gallagher, a que se uniera a la banda, el cual propuso cambiar el nombre de la banda por el de Oasis. Luego también se uniría Noel Gallagher, el hermano de Liam.

### Instrumentos
- Fender Telecaster Bass
- Fender Jazz Bass
- Fender Precision Bass
- Gibson Les Paul Triumph Bass

## Post-Oasis (1999-presente)
McGuigan dejó Oasis en 1999. Noel Gallagher dijo que él había renunciado por fax, evitando las llamadas telefónicas de los hermanos Gallagher en las siguientes semanas. A pesar de que finalmente renunció a tratar de ponerse en contacto con él por teléfono, Noel dice no tener rencor hacia McGuigan.
Ocasionalmente trabaja como DJ. Declinó aparecer en 2004 en el DVD de Definitely Maybe, a través de una carta de disculpas explicando las razones para no aparecer.